# Gens Copònia
La gens Copònia (en llatí: Coponia gens) era el nom d'una gens romana originària de Tibur, on es va trobar el seu nom en una inscripció.
Alguns membres destacats de la família van ser: 
- Titus Coponi, noble de Tibur.
- Marc Coponi, noble romà.
- Gai Coponi, magistrat i militar romà.
- Coponi, escultor romà.